# La jugada final
La jugada final (título original: Endgame) es una película histórica de 2009 dirigida por Pete Travis y dirigida por William Hurt, Chiwetel Ejiofor y Jonny Lee Miller. La película está basada en hechos reales y está basada en el libro The Fall of Apartheid de Robert Harvey.

## Argumento
Es el año 1985. Para ese año, muchos casi habían perdido la esperanza de que hubiese paz en Sudáfrica. El régimen del apartheid blanco se estaba volviendo cada vez más brutal en sus intentos de controlar a la población negra mientras que el movimiento de resistencia se volvía cada vez más militante y militar a raíz de la negativa del gobierno a liberar a Nelson Mandela, embajador de la oposición pacífica. El sistema de apartheid obviamente estaba ya acabado por todo eso y todo lo que quedaba por discutir con sus representantes eran los términos bajo los cuales el apartheid sería enterrado de una vez por todas.

## Reparto
| Actor            | Papel             |
| ---------------- | ----------------- |
| William Hurt     | Willie Esterhuyse |
| Chiwetel Ejiofor | Thabo Mbeki       |
| Jonny Lee Miller | Michael Young     |
| Mark Strong      | Niel Barnard      |
| Derek Jacobi     | Rudolph Agnew     |
| Timothy West     | P.W. Botha        |
| Matthew Marsh    | F.W. de Klerk     |
| Ramon Tikaram    | Aziz Pahad        |
| Clarke Peters    | Nelson Mandela    |

## Producción
La producción cinematográfica fue filmada en la localidad de Reading, Berkshire, Inglaterra y en las localidades de Ciudad del Cabo y Johannesburgo, Sudáfrica. 

## Estreno
La película tuvo su estreno mundial el 18 de enero de 2009 en el Festival de Cine de Sundance y fue transmitida por Channel 4 el 4 de mayo de 2009.

## Recepción
Hoy en día la película ha sido valorada en portales cinematográficos y por críticos profesionales. En IMDb, con unos 2800 votos registrados, el filme obtiene una media ponderada de 6,2 sobre 10. En cuanto a Rotten Tomatoes, los más de 500 votos registrados le dieron allí una valoración media de 3,4 de 5, mientras que los 7 críticos profesionales que se expresaron allí le dieron una valoración media de 6,5 de 10.